# Krevní agar

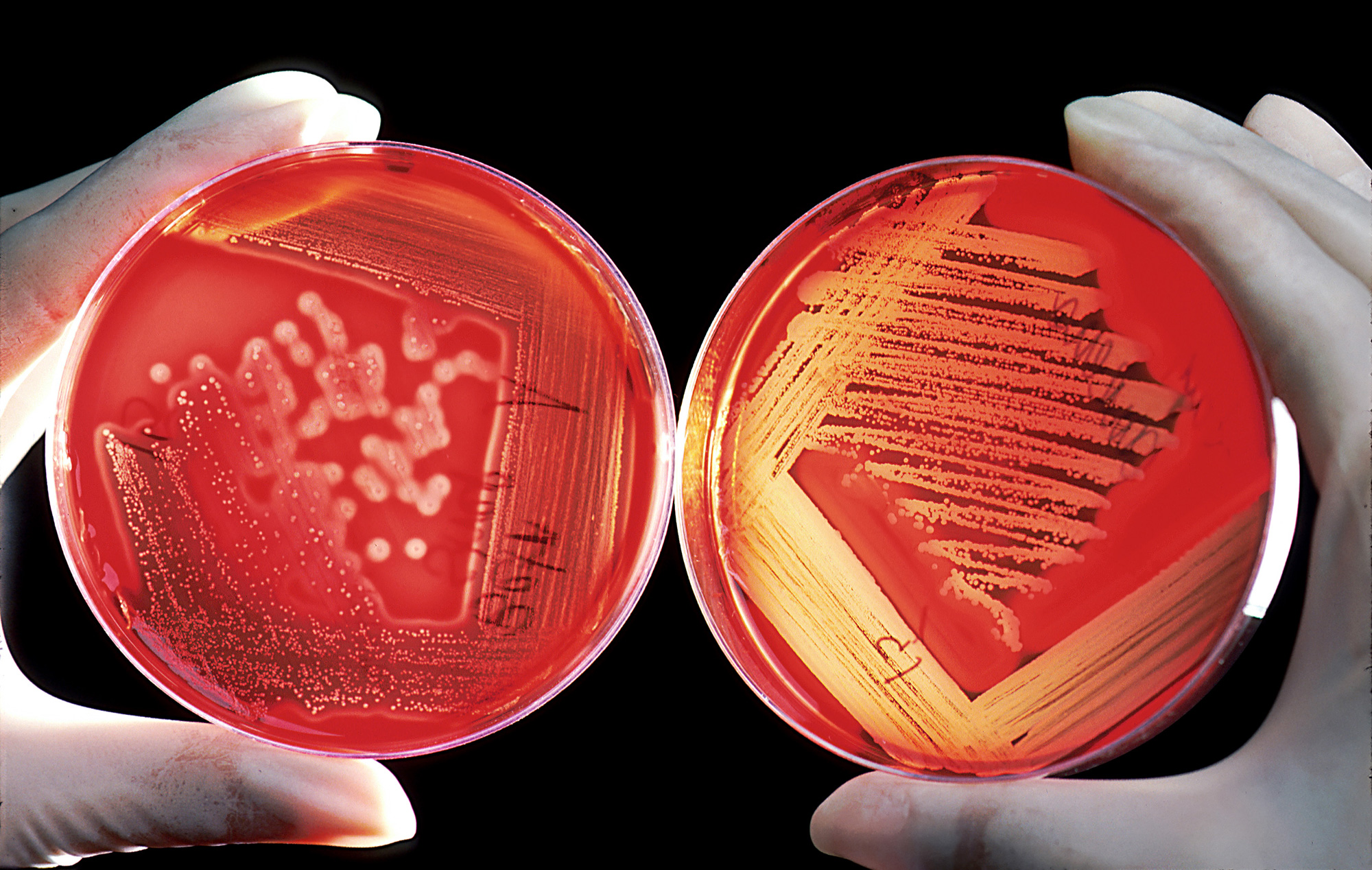
Petriho misky s krevním agarem

Krevní agar je typ kultivačního média, který se vyrábí přidáním 5–10 % defibrinované krve (obvykle ovčí či koňské) k živnému agaru. Dá se na něm pěstovat většina medicínsky významných bakterií (grampozitivních i gramnegativních) a podle míry hemolýzy (rozkladu krve) se dají kultivované bakterie i dále určovat.
Přidáním určitých antibiotických látek docílíme selektivního růstu některých skupin bakterií (např. rodů Brucella, Campylobacter).

## Hemolytická aktivita
Mnohé bakterie způsobí pomocí hemolyzinů rozklad krevní složky agaru v médiu. Podle typu hemolýzy se rozlišuje:
- α-hemolytická aktivita — částečný rozklad hemoglobinu, zelené zabarvení (např. Streptococcus viridans)
- β-hemolytická aktivita — kompletní rozklad červených krvinek v okolí kolonie (např. Streptococcus haemolyticus)
- γ-hemolytická aktivita — žádná hemolýza

## Typy krevního agaru
- Čokoládový agar — vyrábí se tepelnou lýzou červených krvinek
- Thayer-Martinův agar — čokoládový agar užívaný k izolaci Neisseria gonorrhoeae, původce kapavky